# Carlosbarbosaïta
La carlosbarbosaïta és un mineral de la classe dels òxids. Rep el nom en honor de Carlos do Prado Barbosa (Alfenas, Minas Gerais, Brasil, 7 de gener de 1917 - 7 d'abril de 2003), enginyer químic, mineralogista i comerciant de minerals. Va treballar a l'Institut Nacional de Tecnologia de Rio de Janeiro, al Brasil. Com a comerciant, era conegut per portar al mercat moltes espècies rares i inusuals. Va ser coautor de les descripcions de la bahianita i de la minasgeraisita-(Y).

## Característiques
La carlosbarbosaïta és un òxid de fórmula química (UO₂)₂Nb₂O₆(OH)₂(H₂O)₂. Va ser aprovada com a espècie vàlida per l'Associació Mineralògica Internacional l'any 2010, sent publicada per primera vegada el 2012. Cristal·litza en el sistema ortoròmbic.

## Formació i jaciments
Va ser descoberta a la pegmatita de Jaguaraçu, a l'estat de Minas Gerais, al Brasil, tractant-se de l'únic indret de tot el planeta on ha estat descrita aquesta espècie mineral.